# Paganese Calcio 1926 2007-2008
Questa pagina raccoglie le informazioni riguardanti la Paganese Calcio 1926 nelle competizioni ufficiali della stagione 2007-2008.

## Rosa
| N. |                      | Ruolo | Calciatore             |
| -- | -------------------- | ----- | ---------------------- |
|    | Italia (bandiera)    | A     | Elia Adiletta          |
|    | Italia (bandiera)    | P     | Domenico Botticella    |
|    | Italia (bandiera)    | C     | Francesco Campolattano |
|    | Argentina (bandiera) | A     | Lucas Cantoro          |
|    | Nigeria (bandiera)   | C     | Andrea Cossu           |
|    | Italia (bandiera)    | D     | Leo Criaco             |
|    | Italia (bandiera)    | C     | Paolo D'Andria         |
|    | Italia (bandiera)    | D     | Roberto De Giosa       |
|    | Italia (bandiera)    | D     | Giovanni Esposito      |
|    | Italia (bandiera)    | D     | Pasquale Esposito      |
|    | Italia (bandiera)    | A     | Orlando Fanasca        |
|    | Nigeria (bandiera)   | A     | Ibekve Kalechi Francis |
|    | Italia (bandiera)    | D     | Roberto Franzese       |
|    | Italia (bandiera)    | D     | Nicola Fumai           |
|    | Italia (bandiera)    | C     | Vincenzo Fusco         |

| N. |                            | Ruolo | Calciatore                |
| -- | -------------------------- | ----- | ------------------------- |
|    | Italia (bandiera)          | D     | Carmelino Gioffrè         |
|    | Italia (bandiera)          | C     | Samuele Grassi            |
|    | Italia (bandiera)          | C     | Antonio Guarro            |
|    | Albania (bandiera)         | C     | Albin Romain Hodza        |
|    | Italia (bandiera)          | C     | Massimiliano Iezzi        |
|    | Argentina (bandiera)       | D     | Javier López              |
|    | Italia (bandiera)          | A     | Giacomo Mammanetti        |
|    | Italia (bandiera)          | C     | Domenico Marino           |
|    | Italia (bandiera)          | C     | Giorgio Marinucci Palermo |
|    | Rep. del Congo (bandiera)  | C     | Fidele Muwana             |
|    | Italia (bandiera)          | A     | Alessandro Osso Armellino |
|    | Italia (bandiera)          | A     | Massimo Perna             |
|    | Italia (bandiera)          | D     | Domenico Rega             |
|    | Italia (bandiera)          | C     | Francesco Scarpa          |
|    | Nuova Caledonia (bandiera) | A     | Vincent Xatie Taua        |

## Risultati

### Campionato

#### Girone di andata
| 26 agosto 2007 1ª giornata | Paganese | 1 – 2 | Sassuolo |  |

| 3 settembre 2007 2ª giornata | Lecco | 1 – 0 | Paganese |  |

| 9 settembre 2007 3ª giornata | Paganese | 1 – 1 | Manfredonia |  |

| 16 settembre 2007 4ª giornata | Monza | 2 – 1 | Paganese |  |

| 24 settembre 2007 5ª giornata | Paganese | 1 – 3 | Pro Sesto |  |

| 30 settembre 2007 6ª giornata | Cremonese | 2 – 1 | Paganese |  |

| 8 ottobre 2007 7ª giornata | Paganese | 1 – 2 | Padova |  |

| 14 ottobre 2007 8ª giornata | Foggia | 1 – 0 | Paganese |  |

| 21 ottobre 2007 9ª giornata | Paganese | 2 – 0 | Foligno |  |

| 29 ottobre 2007 10ª giornata | Novara | 1 – 0 | Paganese |  |

| 1 novembre 2007 11ª giornata | Paganese | 1 – 0 | Legnano |  |

| 5 novembre 2007 12ª giornata | Paganese | 0 – 0 | Ternana |  |

| 12 novembre 2007 13ª giornata | Venezia | 1 – 0 | Paganese |  |

| 18 novembre 2007 14ª giornata | Paganese | 0 – 0 | Pro Patria |  |

| 25 novembre 2007 15ª giornata | Verona | 0 – 0 | Paganese |  |

| 3 dicembre 2007 16ª giornata | Paganese | 1 – 0 | Cavese |  |

| 9 dicembre 2007 17ª giornata | Cittadella | 3 – 3 | Paganese |  |

#### Girone di ritorno
| 16 dicembre 2007 18ª giornata | Sassuolo | 1 – 0 | Paganese |  |

| 23 dicembre 2007 19ª giornata | Paganese | 1 – 0 | Lecco |  |

| 14 gennaio 2008 20ª giornata | Manfredonia | 1 – 0 | Paganese |  |

| 21 gennaio 2008 21ª giornata | Paganese | 0 – 0 | Monza |  |

| 3 febbraio 2008 22ª giornata | Pro Sesto | 3 – 0 | Paganese |  |

| 10 febbraio 2008 23ª giornata | Paganese | 1 – 1 | Cremonese |  |

| 17 febbraio 2008 24ª giornata | Padova | 2 – 0 | Paganese |  |

| 24 febbraio 2008 25ª giornata | Paganese | 0 – 1 | Foggia |  |

| 10 marzo 2008 26ª giornata | Foligno | 0 – 0 | Paganese |  |

| 16 marzo 2008 27ª giornata | Paganese | 1 – 1 | Novara |  |

| 22 marzo 2008 28ª giornata | Legnano | 5 – 0 | Paganese |  |

| 31 marzo 2008 29ª giornata | Ternana | 2 – 1 | Paganese |  |

| 6 aprile 2008 30ª giornata | Paganese | 3 – 1 | Venezia |  |

| 13 aprile 2008 31ª giornata | Pro Patria | 1 – 1 | Paganese |  |

| 20 aprile 2008 32ª giornata | Paganese | 1 – 1 | Verona |  |

| 27 aprile 2008 33ª giornata | Cavese | 1 – 2 | Paganese |  |

| 4 maggio 2008 34ª giornata | Paganese | 2 – 1 | Cittadella |  |

#### Play-out
| 18 maggio 2008 Play-out - andata | Lecco | 1 – 0 | Paganese |  |

| 25 maggio 2008 Play-out - ritorno | Paganese | 2 – 0 | Lecco |  |